# Blepharepium cunctabundum
Blepharepium cunctabundum är en tvåvingeart som beskrevs av Nelson Papavero och Georges Bernardi 1973. Blepharepium cunctabundum ingår i släktet Blepharepium och familjen rovflugor. Inga underarter finns listade i Catalogue of Life.